# Sorbitol
O sorbitol é um poliálcool, também chamado de glucitol. É encontrado naturalmente em diversas frutas, tais como a maçã e a ameixa. Pode ser obtido a partir da hidrogenação da glicose. O seu poder de adoçar é 50% menor que o da sacarose, sem entretanto causar cáries.

## Utilização
É utilizado como agente plastificante em películas poliméricas, devido a ser um composto de massa molar relativamente pequena. Por possuir grupos hidroxilas, este composto pode interagir com as cadeias poliméricas de formas intra ou intermolecular (ligações de hidrogênio).
Sua utilização é principalmente voltada para a industria alimentícia e farmacêutica.
Na indústria alimentícia é utilizado como:
- antiumectante, em produtos que necessitam de proteção contra o ganho de umidade;
- adoçante, na confecção de condimentos, como os chicletes "sem açúcar";
- edulcorante, emulsificante, sequestrante e espessante.[2]

Na farmacologia pode ser usado como:
- laxante, quando ingerido em doses maiores que 50 a 80 gramas ao dia;
- diurético;
- solução irrigante para alguns procedimentos médicos;
- creme dental.

Na indústria de cosméticos, pode ser utilizado como umectante e emoliente.